# Arne Marit
Arne Marit (Galmaarden, 21 januari 1999) is een Belgische wielrenner die sinds 2023 voor Intermarché-Circus-Wanty uitkomt. Sport Vlaanderen-Baloise was de eerste ploeg waarvoor Arne Marit als beroepsrenner actief was.

## Overwinningen
2017
Nokere Koerse voor junioren
Etappe 2b Ronde van Nedersaksen
2018
Ploegentijdrit Ronde van Zuid-Bohemen
2019
Grand Prix Criquielion
1e etappe Ronde van Navarra
2020
1e etappe Ronde van de Slag om Warschau 1920
2021
Grote Prijs van Plumelec
2022
GP Raf Jonckheere
Sluitingsprijs Putte-Kappellen

## Resultaten in voornaamste wedstrijden
| Jaar | Ronde van Italië | Ronde van Frankrijk | Ronde van Spanje |
| ---- | ---------------- | ------------------- | ---------------- |
| 2021 |                  |                     |                  |
| 2022 |                  |                     |                  |
| 2023 | 112e             |                     |                  |
| 2024 |                  |                     | 122e             |

| Jaar | Gent-Wevelgem | Ronde van Vlaanderen | Parijs-Roubaix | Waalse Pijl | Parijs-Tours |
| ---- | ------------- | -------------------- | -------------- | ----------- | ------------ |
| 2021 | opgave        | opgave               |                | opgave      | 7e           |
| 2022 | 80e           | 81e                  | opgave         |             |              |
| 2023 |               |                      |                |             |              |
| 2024 |               |                      |                |             |              |

## Ploegen
- 2020 –  Lotto - Soudal U23
- 2021 –  Sport Vlaanderen-Baloise
- 2022 –  Sport Vlaanderen-Baloise
- 2023 –  Intermarché-Circus-Wanty
- 2024 –  Intermarché-Wanty
- 2025 –  Intermarché-Wanty

Apers · Berckmoes · Bonneu · Braet · Colman · 
De Pestel · De Vylder · De Wilde · Dens · 
Fretin · Ghys · Herregodts · Hesters · Marit · Mertens · Reynders · Van Poucke · Van Rooy · Vanhoof · Verwilst · Weemaes
Bonifazio · Bystrøm · Calmejane · Costa · De Gendt · De Pooter · Girmay · Goossens · Herregodts · Huys · Johansen · Marit · Meintjes · Mihkels · Page · Paquot · Petilli · Petit · Planckaert · Rex · Rota · Smith · Taaramäe · Teunissen · Thijssen · van der Hoorn · van Poppel · Vliegen · Zimmermann
Braet · Busatto · Calmejane · Colleoni · De Pooter · Faure Prost · Girmay · Goossens · Herregodts · Kuypers(vanaf 4/4) · Marit · Meintjes · Mihkels · Page · Paquot · Petilli · Petit · Planckaert · Rex · Rota · Smith · Taaramäe · Teunissen · Thijssen · van der Hoorn · Van Hoecke · van Poppel · van Sintmaartensdijk · Zimmermann · Dolven(stagiair)